# Флаг Петропавловска-Камчатского
Флаг Петропавловск-Камчатского городского округа Камчатского края Российской Федерации — опознавательно-правовой знак, служащий официальным символом муниципального образования.
Ныне действующий флаг был принят 27 мая 2015 года решением городской думы Петропавловск-Камчатского городского округа № 746-р и утверждён решением городской думы Петропавловск-Камчатского городского округа от 28 декабря 2015 года № 381-нд. 29 сентября 2015 года, на заседании Геральдического совета при Президенте Российской Федерации, данный флаг был внесён в Государственный геральдический регистр Российской Федерации с присвоением регистрационного номера 10582.

## Описание
«Прямоугольное двухстороннее полотнище белого цвета с отношением ширины к длине 2:3, воспроизводящее вдоль нижнего края синюю полосу в 1/6 ширины флага, на которой изображены фигуры герба Петропавловск-Камчатского городского округа, выполненные чёрным, серым и красным цветом».
Фигуры герба Петропавловск-Камчатского городского округа, изображённые на флаге, представляют собой три чёрные огнедышащие горы (средняя впереди двух других) с красными пламенами и чёрными дымами над ними.

## Обоснование символики
Город Петропавловск-Камчатский расположен на берегах Авачинской бухты, куда в 1740 году мореплаватель Витус Беринг вошел на пакетботах «Святой Пётр» и «Святой Павел». Имена пакетботов легли в название нового поселения.
Символика фигур, изображённых на полотнище, и его цветовое решение многозначно:
— три вулкана с вырывающимися из их вершин столбами пламени, являются символом силы, природной мощи Камчатки, широко известной своими вулканами;
— вырывающийся из вулканов огонь подобен факелу, символу правды, стремления к знаниям, духовного горения и желания творить, готовности к самопожертвованию;
— белый цвет (серебро) — символ благородства, откровенности, невинности и правдивости;
— голубой цвет — символизирует воды Авачинской бухты Тихого океана. Голубой цвет (лазурь) — символ возвышенных устремлений, искренности, преданности, возрождения;
— чёрный цвет — символ осторожности, мудрости, постоянства в испытаниях;
— красный цвет означает храбрость, мужество, любовь, а также кровь, пролитую в борьбе.

## Первый флаг

### Редакция 2006 года
«Флаг Петропавловск-Камчатского городского округа представляет собой прямоугольное полотнище из двух горизонтальных полос: верхней — белого, нижней — синего цвета. Соотношение полос по ширине — 2:1.
В центре белой полосы расположено изображение герба Петропавловск-Камчатского городского округа.
Нижняя часть полотнища представляет волнообразные полосы синего, голубого и белого цветов, символизирующих город Петропавловск-Камчатский как морской порт. Пять гребней волн указывают на город с численностью населения более 50 тысяч человек.
Отношение ширины флага к его длине — 2:3».

### Редакция 2007 года
«Флаг Петропавловск-Камчатского городского округа Камчатского края представляет собой прямоугольное полотнище из двух горизонтальных полос: верхней — белого, нижней — синего цвета. Соотношение полос по ширине — 2:1.
В центре белой полосы расположено изображение официального символа города.
Нижняя часть полотнища представляет волнообразные полосы синего, голубого и белого цветов, символизирующих город Петропавловск-Камчатский как морской порт.
Отношение ширины флага к его длине — 2:3».